# Halomoan Edwin Binsar
Halomoan Edwin Binsar (* 20. Dezember 2000) ist ein indonesischer Hürdenläufer, der sich auf die 400-Meter-Distanz spezialisiert hat.

## Sportliche Laufbahn
Erste internationale Erfahrungen sammelte Halomoan Edwin Binsar im Jahr 2017, als er bei den Jugendasienmeisterschaften in Bangkok in 51,96 s die Goldmedaille im 400-Meter-Hürdenlauf gewann und sich über 110 m Hürden in 13,73 s die Bronzemedaille sicherte. Anschließend ging er bei den U18-Weltmeisterschaften in Nairobi über die längere Hürdendistanz an den Start, schied dort aber mit 68,62 s in der ersten Runde aus. Bei den Südostasienspielen in Kuala Lumpur erreichte er dann in 53,16 s Rang sechs. Im Jahr darauf wurde er bei den Juniorenasienmeisterschaften in Gifu in 51,61 s Vierter und schied anschließend bei den U20-Weltmeisterschaften in Tampere über 110 m Hürden mit 14,47 s im Vorlauf aus. Ende August nahm er über 400 m Hürden erstmals an den Asienspielen in Jakarta teil, schied dort aber mit 53,28 s in der Vorrunde aus. 2019 gewann er bei den Südostasienspielen in Capas mit neuem Landesrekord von 50,81 s die Silbermedaille hinter dem Philippiner Eric Cray. 2022 wurde er bei den Südostasienspielen in Hanoi mit 51,93 s Sechster und anschließend kam er bei den Islamic Solidarity Games in Konya mit 52,17 s nicht über den Vorlauf hinaus. Im Jahr darauf gelangte er bei den Südostasienspielen in Phnom Penh mit 51,54 s auf Rang vier.

## Persönliche Bestleistungen
400 m Hürden: 50,81 s, 10. Dezember 2019 in Capas (indonesischer Rekord)